# حشره‌خوار بوتیکوفر
 حشره‌خوار بوتیکوفر (نام علمی: Crocidura buettikoferi) نام یک گونه از سرده حشره‌خوارهای دندان‌سفید است.